# Бюлли-ле-Мин
Бюлли-ле-Мин (фр. Bully-les-Mines) — коммуна во Франции, регион О-де-Франс, департамент Па-де-Кале, округ Ланс, кантон Бюлли-ле-Мин. Расположена в 8 км к западу от Ланса, в месте пересечения автомагистралей А21 и А26 «Англия». На востоке коммуны находится железнодорожная станция Бюлли-Грене линии Аррас-Дюнкерк.
Население (2018) — 12 117 человек.

## История
Название города на протяжении веков от Булги (1135) до нынешнего Бюлли-ле-Мин (1925) менялось тринадцать раз. В VI веке он стал принадлежать епископам Камбре. С 862 по 1191 годы Бюлли, как и вся территория Артуа, принадлежала графам Фландрским, пока не перешла под контроль французов. Город был частью Франции до 1384 года, пока не отошел к Бургундии. На короткий период 1477—1492 годов город вернулся к Франции, пока не был присоединен к испанским владениям. Бюлли был возвращен Франции по условиям Пиренейского мира 1659 года.
Находившийся в самом центре региона, оспариваемого соседними державами, Бюлли неоднократно становился жертвой военных конфликтов. Так, в 1537 году он был сожжен войсками Людовика XII, то же самое повторилось во время военной кампании 1556—1557 годов. К этому времени Бюлли был настолько разорен, что французы даже не обложили уцелевших жителей города налогом. В 1709—1712 годах во время Войны за испанское наследство через город несколько раз проходили армии воюющих сторон, подвергая его разграблению. Также в 1796 года половина города выгорела после сильного пожара.
Со второй половины XIX века город стал важным центром добычи угля, что нашло отражение в приставке «ле-Мин» в его названии.

## Достопримечательности
Колокольня церкви Святого Маклу, включенная в реестр исторических памятников Министерства культуры Франции

## Экономика
Структура занятости населения:
- сельское хозяйство — 0,1 %
- промышленность — 5,7 %
- строительство — 10,0 %
- торговля, транспорт и сфера услуг — 27,7 %
- государственные и муниципальные службы — 56,5 %

Уровень безработицы (2017) — 19,6 % (Франция в целом — 13,4 %, департамент Па-де-Кале — 17,2 %). 

Среднегодовой доход на 1 человека, евро (2017) — 17 140 (Франция в целом — 21 110, департамент Па-де-Кале — 18 610).

## Демография
Динамика численности населения, чел.

## Администрация
Пост мэра Бюлли-ле-Мина с 2002 года занимает социалист Франсуа Лемер (François Lemaire). На муниципальных выборах 2020 года возглавляемый им левый список победил во 2-м туре, получив 69,16 % голосов.
| Период | Период | Фамилия            | Партия                                                             | Примечания                                                                 |
| ------ | ------ | ------------------ | ------------------------------------------------------------------ | -------------------------------------------------------------------------- |
| 1951   | 1983   | Жан-Вильфред Валле | Французская секция Рабочего интернационала Социалистическая партия | шахтёр                                                                     |
| 1983   | 2002   | Мишель Ванкай      | Социалистическая партия                                            | контролёр почтовой службы, вице-президент Генерального совета департамента |
| 2002   |        | Франсуа Лемер      | Социалистическая партия                                            | управленец                                                                 |

## Города-побратимы
- Эльсдорф, Германия
- Висла, Польша

## Знаменитые уроженцы
- Эдуар Пиньон (1905—1993), французский художник Парижской школы